# Planctus
Un planctus (lamentation) est une complainte ou un chant funèbre, une chanson ou un poème exprimant le chagrin ou le deuil, proche de la séquence. Ils deviennent une forme littéraire populaire au Moyen Âge, lorsqu'ils sont écrits en latin et en langue vernaculaire (à savoir, le planh des troubadours, dont le plus célèbre est sans doute la lamentation sur Richard Cœur de Lion de Gaucelm Faidit, Fortz chausa es que tot lo mojor dan). Le planctus  consiste à pleurer la mort d'une personne réputée ou célèbre ; mais un certain nombre d'autres types ont été identifiés par Peter Dronke.

## Histoire
Le plus vieil exemple connu, le Planctus de Obitu Karoli, « A solis ortus usque ad occitua », a été composé aux environs de 814, sur la mort de Charlemagne. Sur le même manuscrit, figure aussi le planctus sur celle de son fils Hugo (844).
D'autres planctus du  IXe siècle comprennent des lamentations en langues vernaculaires pour voix de femme, des chansons germaniques d'exil et de voyage, et des planctus sur des thèmes bibliques ou classiques (comme le Planctus cygni en latin, vers 850, peut-être dérivé des modèles germaniques). Les premiers exemples de la musique pour les planctus se trouvent dans les manuscrits du Xe siècle associés à l'Abbaye Saint-Martial de Limoges. Dès le XIIe siècle, Dronke identifie un nombre croissant de plaintes pour la Marie (appelés planctus Mariæ) et des complaintes d'amour dans la tradition de l'Amour courtois ou bibliques (par exemple David pleurant sur la mort de Jonathan) notamment les six très beaux plancti de Pierre Abelard qui ont survécu avec la musique. Dès le milieu du XIIIe siècle, survit une lamentation pour Marie Catalane, Augats, seyós qui credets Déu lo Payre, et vers 1300, les Lamentations de Marie sont composées en vieux hongrois. L'invasion Européenne des Mongols a laissé un planctus d'un moine anonyme, de l'entourage de Béla IV de Hongrie, le Planctus destructionis regni Hungariae per Tartaros (1242).
Non liturgique, le planctus, était néanmoins sans doute exécuté à l'église et dans le cadre du drame liturgique, où il joue un rôle important.

## Œuvres
- « A solis ortu usque ad occitua », pour la mort de Charlemagne en 814
- pour l’abbé Hugues de Saint-Quentin (844)
- pour de Foulques, archevêque de Reims (900)
- pour l’empereur Conrad II (1039)
- « Planctus Mariæ Virginis », du Codex Buranus de Godefroy de Breteuil, sous-prieur de Saint-Victor
- 4 planctus du Codex Las Huelgas :
  - « Rex obit », pour Alphonse VIII de Castille, † 1214
  - « Plange, Castella misera », pour Sanche III de Castille, † 1158
  - « Quis dabit capiti meo » (destinataire inconnu)
  - « Ou monialis concio burgensis », pour l'abbesse de Las Huelgas, María Gundisalvis, † 1335
- 6 planctus d'Abélard[7],[8] :
  - « Abrahe proles Israel nata » (Plainte de Dinah fille de Jacob)
  - « Infelices filii » (Plainte de Jacob sur ses fils)
  - « Ad festas choreas celibes » (Lamentation des vierges d'Israël sur la fille de Jephté le galaadite)
  - « Abissus vere multa » (Plainte d'Israël sur Samson)
  - « Dolorum solatium » (Plainte de David sur Saül et Jonathan)
  - « Abner fidelissime » (Plainte de David sur Abner)